# Маяк (Кыргызстан)
Маяк (кирг. Маяк) — село в Кадамжайском районе Баткенской области Кыргызстана. Входит в состав айылного аймака Майдан.

## География
Село расположено в восточной части области, к северу от Файзабадского канала, вблизи государственной границы с Узбекистаном, на расстоянии приблизительно 14 километров (по прямой) к северо-востоку от города Кадамжай, административного центра района.

## Население
Согласно оценочным данным Национального статистического комитета Кыргызской Республики, численность населения села на начало 2023 года составляла 1223 человека.
| год     | 2009 | 2014 | 2015 | 2020 | 2021 | 2023 |
| ------- | ---- | ---- | ---- | ---- | ---- | ---- |
| человек | 863  | 1319 | 826  | 1162 | 1174 | 1223 |